# اشچیانکا، استان کلونیا شویئتوکرزیسکیه
اشچیانکا، استان کلونیا شویئتوکرزیسکیه (به لاتین: Trzcianka-Kolonia, Świętokrzyskie Voivodeship) یک منطقهٔ مسکونی در لهستان است که در Gmina Osiek, Świętokrzyskie Voivodeship واقع شده‌است.

## خصوصیات
اشچیانکا ۱۵۰٫۹ متر بالاتر از سطح دریا واقع شده‌است.